# Resolució 1849 del Consell de Seguretat de les Nacions Unides
La Resolució 1849 del Consell de Seguretat de les Nacions Unides fou adoptada per unanimitat el 12 de desembre de 2008. El Consell autoritza al Secretari General a designar temporalment nous jutges ad litem per permetre que el Tribunal Penal Internacional per a l'antiga Iugoslàvia acabi els judicis en curs, fins a un màxim de 16 membres, que es tornarà a reduir als 12 previstos pels Estatuts del Tribunal, abans del 28 de febrer de 2009.
Actualment hi ha assignats 14 jutges ad litem, tres d'ells a un cas que s'espera que conclogui abans del 12 de febrer de 2009; s'espera que el Tribunal nomeni un altre jutge ad litem davant un cas programat per començar el 15 de desembre 2008. Això implicaria un nombre total de 15 jutges ad litem fins al 12 de febrer de 2009.